# RADIUS
RADIUS (engleză Remote Authentication in Dial-In User Service) - protocolul AAA (Authentication, Authorization și Accounting), elaborat pentru transferul datelor între platforma centrală AAA și utilajului de acces Dial-UP (NAS, Network Access Server) și sistemul de billing (sistemului de tarifare pentru a utiliza resursele unui anumit abonat/utilizator).
- Authentication — proces care permite identificare (unic definit) obiectului după datele sale, spre exemplu, după login (nume de utilizator, numarul de telefon, etc) și o parola.
- Authorization — proces, de definire a competențelor obiectului de identificare pentru a avea acces la anumite facilități sau servicii.
- Accounting — proces, care permite culegerea informației (datelor de acreditare) de utilizare a resurselor. Date primare (transmise în mod tradițional prin protocolul RADIUS) sunt valorile de intrare și ieșire a traficului: bytes/pachete (recent, în gigaocteți). Cu toate acestea, protocolul prevede, transmiterea datelor de orice tip, care este realizat prin intermediul VSA (Vendor Specific Attributes).

Există peste 30 implementări de RADIUS-server, pentru toate varietățile sistemelor de operare și platforme. Cele mai moderne și populare servere RADIUS sunt:
- FreeRADIUS
- OpenRADIUS
- GNU RADIUS
- ClearBox Enterprise RADIUS Server